# レーフェン・ニーメイェル
レーフェン・ニーメイェル（Reuven Niemeijer、1995年3月27日 - ）は、オランダ・ヘンゲロー出身のサッカー選手。ポジションはMF。ブレシア・カルチョ所属。

## 経歴
2016年12月2日、エールディヴィジのNECナイメヘン戦にてプロデビューを果たした。
2020年7月16日、SBVエクセルシオールに移籍した。
2022年7月1日、ブレシア・カルチョに移籍した。